# Паташ
Паташ (слч. Pataš, мађ. Csilizpatas) насељено је мјесто са административним статусом сеоске општине (слч. obec) у округу Дунајска Стреда, у Трнавском крају, Словачка Република.

## Становништво
| Година:    | 1994. | 2004.   | 2014.   | 2024.   |
| ---------- | ----- | ------- | ------- | ------- |
| Број људи: | 773   | 812     | 798     | 833     |
| Разлика:   |       | +5,04 % | -1,72 % | +4,38 % |

| Година:    | 2023. | 2024.   |
| ---------- | ----- | ------- |
| Број људи: | 814   | 833     |
| Разлика:   |       | +2,33 % |

Према подацима о броју становника из 2011. године насеље је имало 824 становника.